# Französische Meisterschaften im Skispringen 2021
Die französischen Meisterschaften im Skispringen 2021 fanden am 1. und 2. April in Courchevel auf der Normalschanze Tremplin du Praz (K 90 / HS 96) statt. Parallel dazu wurden die Meisterschaften in der Nordischen Kombination ausgetragen, weshalb einige Kombinierer auch an den Wettkämpfen der Spezialspringer teilnahmen. Tatsächlich sicherte sich sogar der Kombinierer Mattéo Baud den Meistertitel bei den Herren. Als unerwartet wurde eingestuft, dass diejenigen drei Athleten, die sich in dieser Saison im Weltcup versuchten, sich nur auf den Rängen fünf bis sieben einreihten. Bei den Frauen gab es hingegen mit der Titelverteidigung Joséphine Pagniers vor Julia Clair keine Überraschungen. Das langjährige Mitglied des französischen Weltcup-Teams Lucile Morat absolvierte im ersten Durchgang ihren letzten Sprung und beendete anschließend ihre Karriere. Das Teamspringen wurde in gleicher Besetzung und Reihenfolge wie im Vorjahr von den Athleten aus dem Département Savoie (Region Auvergne-Rhône-Alpes) gewonnen. Nach dem Wettbewerb gab auch Paul Brasme sein Karriereende bekannt.

## Programm und Zeitplan
Zeitplan der französischen Meisterschaften:
| \| Courchevel \| |
| Courchevel       |

| Courchevel |

## Ergebnisse

### Frauen
An den französischen Meisterschaften der Frauen nahmen 14 Athletinnen teil, wobei Lucile Morat nach ihrem Sprung auf 78 Metern nicht mehr am Finaldurchgang teilnahm. Der erste Durchgang wurde aus der Startluke 18 abgehalten, ehe es im zweiten Durchgang eine Anlaufverlängerung um zwei Luken gab. Französische Meisterin wurde Joséphine Pagnier, die in beiden Durchgängen die jeweils besten Sprünge zeigte. Für Emma Tréand war es der letzte Wettbewerb ihrer Karriere.
| Platz | Name                  | Verein            | Weite 1 | Weite 2 | Punkte |
| ----- | --------------------- | ----------------- | ------- | ------- | ------ |
| 01.   | Joséphine Pagnier     | RC Chaux-Neuve    | 83,5 m  | 88,5 m  | 206,5  |
| 02.   | Julia Clair           | SC Xonrupt        | 76,5 m  | 87,5 m  | 185,5  |
| 03.   | Océane Avocat Gros    | ASPTT Annemasse   | 74,5 m  | 80,0 m  | 169,0  |
| 04.   | Lilou Zepchi          | CS Courchevel     | 72,0 m  | 75,0 m  | 149,5  |
| 05.   | Léna Brocard          | US Autranaise     | 65,5 m  | 73,5 m  | 132,0  |
| 06.   | Lexane Durand Poudret | US Autranaise     | 66,5 m  | 69,0 m  | 126,5  |
| 07.   | Emma Rougeron         | CS Contamine      | 67,0 m  | 70,0 m  | 125,5  |
| 08.   | Emma Tréand           | Olympic Mont D’Or | 65,0 m  | 68,0 m  | 116,0  |
| 09.   | Emma Chervet          | CS Chamonix       | 59,5 m  | 67,0 m  | 098,5  |
| 10.   | Oriane Didier         | La Bressaude      | 58,0 m  | 60,0 m  | 076,5  |

### Männer
An den französischen Meisterschaften der Männer nahmen in Abwesenheit des Altmeisters Jonathan Learoyd 40 Athleten teil. In beiden Durchgängen gingen die Athleten aus Startluke 14 vom Balken. Französischer Meister wurde Mattéo Baud vor Laurent Muhlethaler. Beide Athleten standen bereits in umgekehrter Reihenfolge wenige Stunden zuvor auf dem Podest der Meisterschaften in der Nordischen Kombination.
| Platz | Name                | Verein            | Weite 1 | Weite 2 | Punkte |
| ----- | ------------------- | ----------------- | ------- | ------- | ------ |
| 01.   | Mattéo Baud         | Olympic Mont D’Or | 91,5 m  | 94,0 m  | 237,0  |
| 02.   | Laurent Muhlethaler | Prémanon SC       | 89,0 m  | 89,5 m  | 223,5  |
| 03.   | Enzo Milesi         | SC Nancéen        | 89,5 m  | 89,5 m  | 222,5  |
| 04.   | Jack White          | CS Courchevel     | 88,5 m  | 90,5 m  | 221,5  |
| 05.   | Valentin Foubert    | CS Courchevel     | 88,0 m  | 90,5 m  | 221,0  |
| 06.   | Alessandro Batby    | CS Courchevel     | 87,5 m  | 85,0 m  | 209,5  |
| 07.   | Mathis Contamine    | CS Courchevel     | 86,5 m  | 88,5 m  | 208,5  |
| 08.   | Jules Chervet       | CS Chamonix       | 86,0 m  | 84,5 m  | 201,5  |
| 09.   | Maël Begrand        | Prémanon SC       | 80,0 m  | 82,5 m  | 186,5  |
| 09.   | Marco Heinis        | Olympic Mont D’Or | 78,0 m  | 85,0 m  | 186,5  |

### Team
Zum Abschluss der Meisterschaften fand das Teamspringen statt, bei dem nicht nur reine Männer-Teams, sondern vereinzelt auch gemischte Teams aus Männern und Frauen antraten. Wie in den Vorjahren gewann das Team aus Savoie den Titel. Nachdem sich am Vortag die Nordischen Kombinierer an die Spitze setzen konnten, reichte es dieses Mal für das nur aus Spezialspringern bestehende Team aus der Region Auvergne-Rhône-Alpes. Grundlage hierfür war bereits der erste Sprung von Mathis Contamine, der mit 95,5 Metern der weiteste Satz des Tages darstellte und Savoie direkt in Führung brachte. Die beste Leistung nach beiden Durchgängen zeigte Valentin Foubert, der nach Sprüngen auf 92,5 und 93 Meter die meisten Punkte erzielte. Dennoch blieb der Wettkampf mit dem Team aus Jura bis zum Schluss spannend. Dritter wurde das für die Gemeinde Chamonix-Mont-Blanc aus dem Département Haute-Savoie startende Team. Es waren elf Teams am Start. Der Großteil des Wettbewerbs wurde aus Startluke 14 ausgetragen.
| Platz | Team         | Namen                                                         | Punkte                  | Gesamt |
| ----- | ------------ | ------------------------------------------------------------- | ----------------------- | ------ |
| 01.   | Savoie I     | Mathis Contamine Jack White Alessandro Batby Valentin Foubert | 232,0 233,0 225,9 241,5 | 932,4  |
| 02.   | Jura I       | Laurent Muhlethaler Maël Begrand Marco Heinis Mattéo Baud     | 235,5 213,0 228,4 240,5 | 917,4  |
| 03.   | Mont Blanc I | Jules Chervet Ari Repellin Julien Gay Enzo Milesi             | 208,0 190,5 177,4 232,9 | 808,8  |
| 04.   | Vosges I     | Paul Brasme Louison Derexel Tom Rochat Antoine Gérard         | 213,0 175,0 183,4 192,5 | 763,9  |
| 05.   | Jura II      | Maël Tyrode Tom Michaud Joséphine Pagnier Clovis Pagnier      | 182,0 190,0 207,9 179,9 | 759,8  |